# Howell (Míchigan)
Howell es una ciudad ubicada en el condado de Livingston en el estado estadounidense de Míchigan. En el Censo de 2010 tenía una población de 9489 habitantes y una densidad poblacional de 740,15 personas por km².

## Geografía
Howell se encuentra ubicada en las coordenadas 42°36′29″N 83°56′4″O / 42.60806, -83.93444. Según la Oficina del Censo de los Estados Unidos, Howell tiene una superficie total de 12.82 km², de la cual 12.31 km² corresponden a tierra firme y (4%) 0.51 km² es agua.

## Demografía
Según el censo de 2010, había 9489 personas residiendo en Howell. La densidad de población era de 740,15 hab./km². De los 9489 habitantes, Howell estaba compuesto por el 94.76% blancos, el 0.42% eran afroamericanos, el 0.72% eran amerindios, el 1.15% eran asiáticos, el 0.34% eran isleños del Pacífico, el 1.26% eran de otras razas y el 1.35% pertenecían a dos o más razas. Del total de la población el 3.49% eran hispanos o latinos de cualquier raza.